# Бобриков, Николай Николаевич
Никола́й Никола́евич Бо́бриков (2 августа 1882 — 2 февраля 1956, Париж) — русский офицер, герой Первой мировой войны.

## Биография
Из дворян. Сын финляндского генерал-губернатора Николая Ивановича Бобрикова, убитого финским террористом в 1904 году.
По окончании Пажеского корпуса в 1901 году, выпущен был корнетом в лейб-гвардии Конный полк.
Чины: поручик (1905), штабс-ротмистр (1908), ротмистр (1912), полковник (1914).
В 1908 году окончил Николаевскую академию Генерального штаба по 1-му разряду, после чего по собственному желанию вернулся в свой полк, с которым и вступил в Первую мировую войну. Участвовал в походе в Восточную Пруссию. Был пожалован Георгиевским оружием
За то, что, командуя в бою под Краупишкеном 6-го августа эскадроном, наступая против превосходного числом неприятеля, подойдя на самое близкое расстояние, огнём подготовил успех атаки и способствовал общему успеху.
В том же бою был тяжело ранен. По выздоровлении служил в Генеральном штабе. В 1916 году был командирован во Францию, где находился в распоряжение военного агента. После революции вернулся в Россию, участвовал в Гражданской войне в составе Добровольческой армии и ВСЮР, служил в Генеральном штабе. В начале 1920 года был эвакуирован из Новороссийска. Осенью того же года вернулся в Крым, находился в составе Русской армии вплоть до эвакуации из Ялты на корабле «Корвин».
В эмиграции жил во Франции, состоял членом правления Общества офицеров Генерального штаба. Скончался в 1956 году в Париже. Похоронен на кладбище Сент-Женевьев-де-Буа.

## Семья
Был женат на Екатерине Николаевне Фроловой (1885—1966). Их дочери:
- Ольга (1914—2005). Ее муж — граф Александр Александрович Крейц (1907—1980, Испания).
- Екатерина (1909—2003), в первом браке за Николаем Александровичем Порецким (1900—1946), сыном генерала А.Н.Порецкого, во втором браке за испанцем Боннэ.

Екатерина Николаевна в эмиграции стала известной моделью — под именем Тея Бобрикова. В 1927–1934 гг. — ведущая модель Дома моды «Ланвен». По окончании работы в доме «Ланвен» Екатерина Бобрикова создала собственное модное предприятие «Катрин Парель», которым руководила вместе с мужем Николаем Порецким. Среди клиенток дома Екатерины Бобриковой были известные парижские актрисы того времени – Мишель Морган, Лиз Готи. В модном доме, основанном Теей Бобриковой работу нашли многие русские модели того времени. Также модный дом «Катрин Парель» создавал костюмы для кино. 

## Награды
- Орден Святого Станислава 3-й ст. (1906);
- Орден Святой Анны 3-й ст. (1912);
- Георгиевское оружие (ВП 13.10.1914).

Иностранные:
- французский орден Почётного легиона.